# Џек Батлер (фудбалер, 1894)
Џон Денис Батлер (Коломбо, 14. август 1894 — Лондон, 5. јануар 1961) био је енглески фудбалер, који је играо у Фудбалској лиги за Арсенал и Торки Јунајтед као штопер. Одиграо је један наступ за репрезентацију Енглеске, а затим је наставио каријеру као тренер, тренирајући Торки Јунајтед, Кристал Палас и Колчестер Јунајтед у лиги. Такође је водио Ројал Деринг из Белгије и био селектор репрезентације Белгије.

## Каријера
Рођен у Коломбу (у данашњој Шри Ланки) од енглеских родитеља, Батлер се као дете вратио у Британију. Као младић је играо за Дартфорд, пре него што је потписао за Фулам 1913. и прешао у Арсенал 1914. године. Играо је у резервном тиму Арсенала у својој првој сезони, пре него што је избио Први светски рат. Батлер се уредно пријавио у Краљевску артиљерију и служио је у Француској током рата, а вратио се у Арсенал након завршетка непријатељстава. До тада је већ био пунолетан, и са поновним повратком у свет фудбала, дебитовао је за први тим Арсенала, против Болтон вондерерса 15. новембра 1919. године.
Висок, елегантан и чист играч, Батлер је у почетку играо као традиционални „централни везни играч“ - тј. као централни, дубоко постављени везни играч ; био је конкуренција са стандардним централним везним играчима Арсенала, Крисом Баклијем и Алексом Грејамом, али до сезоне 1924-25, био је неприкосновени први избор на позицији централног везног, играјући у свим осим три утакмице клупске лигашке кампање те сезоне. Такође је одиграо своју прву и једину утакмицу за Енглеску, против Белгије 8. децембра 1924. године.
Укупно је одиграо 296 утакмица за Арсенал, постигавши осам голова.
После Арсенала придружио се Торки Јунајтеду и тамо остао две сезоне пре него што је постао тренер у белгијском клубу Ројал Даринг и био је тренер белгијске репрезентације . Касније је једно време радио као тренер у Лестер Ситију и у данској репрезентацији 1946. године. Касније је водио Торки Јунајтед, Кристал Палас и Колчестер Јунајтед.
Умро је 1961. године, у 66. години живота.

## Референц
1. ↑  The Vagrant (22. 8. 1921). „First Division prospects. Arsenal”. Athletic News. Manchester. стр. 5.
2. ↑  „Jack Butler: Profile”. Arsenal. Архивирано из оригинала 25. 5. 2014. г. Приступљено 24. 5. 2014.
3. ↑  Lundberg, Knud: Dansk Fodbold. 1989.
4. ↑  „Tidligere trænere”. www.dbu.dk. Архивирано из оригинала 9. 10. 2018. г. Приступљено 2016-10-18.
5. ↑  „Jack Butler: Profile”. Arsenal. Архивирано из оригинала 25. 5. 2014. г. Приступљено 24. 5. 2014.